# Psy mafii
Psy mafii (ang. Triple 9) – amerykański dramat kryminalny z 2016 roku w reżyserii Johna Hillcoata. 

## Fabuła
Zorganizowana grupa przestępcza uformowana z członków gangu oraz skorumpowanych funkcjonariuszy policji planuje zabójstwo policjanta na służbie, aby odwrócić uwagę służb od zaplanowanego skomplikowanego napadu zleconego przez przywódczynię Koszer Nostry, Irinę Vlaslov (Kate Winslet).
Funkcjonariusz policji miejskiej w Atlancie Chris Allen (Casey Affleck) awansuje na stopień detektywa. Jako partner zostaje mu przydzielony detektyw Marcus Belmont (Anthony Mackie), który jest jednym z uczestników konspiracyjnego przedsięwzięcia. Przydzielony do niego Chris staje się potencjalną ofiarą trzech dziewiątek – wywołania kodu zabójstwa funkcjonariusza policji na służbie.

## Obsada
- Casey Affleck – Chris Allen
- Chiwetel Ejiofor – Michael Atwood
- Anthony Mackie – Marcus Belmont
- Aaron Paul – Gabe Welch
- Clifton Collins Jr. – Franco Rodriguez
- Norman Reedus – Russell Welch
- Gal Gadot – Elena Vlaslov
- Woody Harrelson – Jeffrey Allen
- Kate Winslet – Irina Vlaslov